# Lešje (Serbia)
Lešje (cyr. Лешје) – wieś w Serbii, w okręgu pomorawskim, w gminie Paraćin. W 2011 roku liczyła 346 mieszkańców.